# Tempel der Minerva (Marano di Valpolicella)

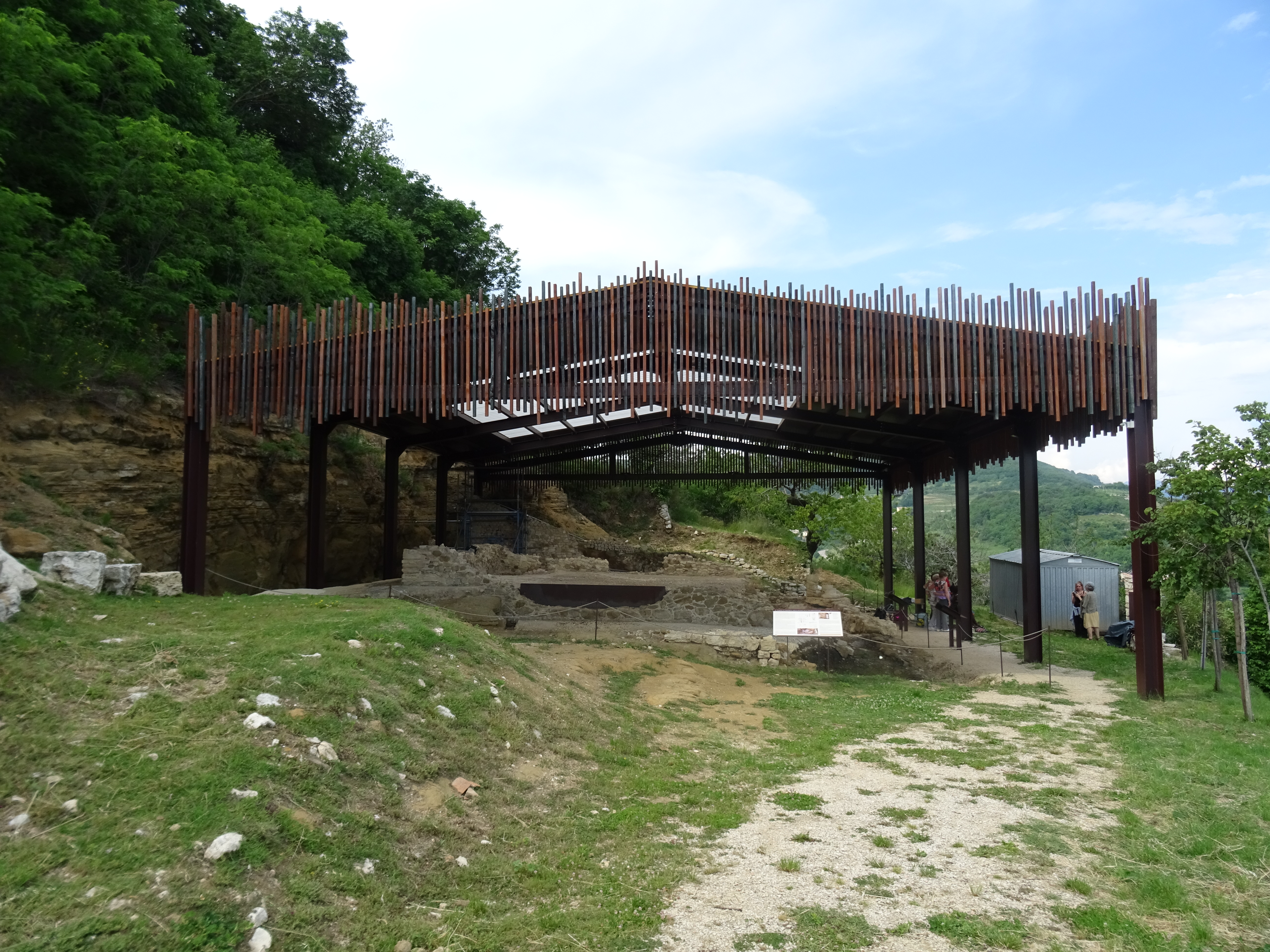
Tempel der Minerva, Marano di Valpolicella

Der Tempel der Minerva ist ein archäologischer Fundplatz bei Marano di Valpolicella in der Provinz Verona, Italien. Die Stätte wurde mindestens seit dem 6. Jahrhundert v. Chr. als Heiligtum genutzt und ab dem 2. Jahrhundert v. Chr. zu einer der Minerva geweihten Kultstätte ausgebaut.

## Geschichte
Der Fundplatz befindet sich nordnordwestlich von Verona an den östlichen Hängen des Monte Castelon (591 m s.l.m.), zwischen den Tälern von Fumane und Marano. Vermutlich gab es in der Antike hier bereits eine Wasserquelle mit einer Senke, in der sich das Wasser sammelte. Der Ort wurde schon in der Eisenzeit besucht. Die Menschen jener Zeit nutzten die natürliche Höhlung nicht nur zur Darreichung von Opfergaben, sondern auch als Brandopferplatz. Archäologische Untersuchungen des Brandopferplatzes haben verschiedene organische Überreste zutage gefördert, darunter Samen, Holzfragmente und Essensreste, sowie Bronzeringe, Fibeln, Bullae und Keramikfragmente.
Zu Ende des 2. Jahrhunderts v. Chr. wurde an diesem Ort, der wohl eine gewisse Bedeutung und kultische Funktion erlangt hatte, ein gemauerter Tempel zu Ehren der Minerva errichtet. Die Bautechnik und der architektonische Stil deuten darauf hin, dass der Bau von einem römisch-hellenistischen Auftraggeber ausgeführt wurde. Von diesem Bauwerk, das größtenteils unter den Ruinen des jüngeren Tempels liegt, ist nur wenig bekannt: Es verfügte über eine zentrale Aula mit einem Boden aus rosafarbenem Opus caementicium, in den Mosaiksteine eingelassen waren. Südlich dieser Aula befand sich ein länglicher Raum mit einem Boden aus weißem Opus cementitium; nördlich ein weiterer Raum mit einem Boden aus rosafarbenen Kalksteinplatten. Der Tempel muss reich bemalt gewesen sein, da zahlreiche Wandmalereifragmente gefunden wurden. Die Dekoration entsprach dem sogenannten „Erster pompejanischer Stil“, der die Stein- und Marmormauern hellenistischer Paläste imitierte. In diesem Fall zeigte die untere Partie der Wände ein durchgehendes Motiv von wellenartigen Ornamenten, möglicherweise als Bezug auf das am Standort vorhandene Wasser.
In augusteischer Zeit oder in den ersten Jahrzehnten der Kaiserzeit wurde der Tempel vollständig neu errichtet. Die neue Struktur, auf die sich die heute sichtbaren Überreste beziehen, hatte im Zentrum eine rechteckige innere 8 bis 9 m hohe Cella, mit einem kleinen rituellen Becken in der nordwestlichen Ecke. Um die Cella herum verliefen drei Galerien auf derselben Ebene wie die Cella. Die Ausführung wurde von keltischen oder germanischen Vorbildern inspiriert. Die Galerien befanden sich an den nördlichen, östlichen und südlichen Seiten der Cella, waren offen und hatten einen dorischen Säulengang (ein Teil der nördlichen Seite war durch eine Mauer mit einem Netzverband verkleidet). Die vierte Seite, nach Westen zum Berg hin, wurde hingegen von einem Kanal eingenommen, der die gleichen Maße wie die drei Galerien hatte.
Die Stätte verfiel vermutlich allmählich mit des Ausbreitung des Christentums in der Spätantike. Das Dach wurde bei einem Brand zerstört und der Tempel verfiel, bis er schließlich von einem Bergrutsch begraben wurde. Jahrhunderte später wurde in der Nähe die Kirche Santa Maria di Valverde (früher bekannt als „di Santa Maria Minerbe“ oder „di Santa Maria sopra Minerva“) errichtet.

## Grabungsgeschichte
Die Wiederentdeckung des Tempels ist dem Archäologen Girolamo Orti Manara (1769–1845) zu verdanken, der nach einer Reihe von Studien im Jahr 1835 eine Ausgrabungskampagne  begann. Das Vorhandensein eines Tempels auf dem Berg war den Einwohnern und Historikern bereits bekannt, auch wenn der genaue Standort in Vergessenheit geraten war. Trotz der technischen Schwierigkeiten gelang es ihm, einen Teil der Überreste des letzten Gebäudes sowie verschiedene Funde und Inschriften freizulegen, die von dem Maler Giuseppe Razzetti (1801–1888) auf Papier reproduziert wurden.
Nach der Grabungskampagne wurde der Fundplatz aufgelassen und nach dem Bau von Terrassen in den Jahren zwischen den beiden Weltkriegen für landwirtschaftliche Zwecke genutzt. Ein Projekt zur Aufwertung der Stätte begann 2005, wobei die bereits von Orti Manara entdeckten Überreste wieder freigelegt wurden. Anschließend begann eine zweite Reihe von Ausgrabungen, bei denen weitere Teile des imperialen Tempels freigelegt und Spuren der ältesten Siedlungen dokumentiert werden konnten. Die letzte Ausgrabungskampagne, die 2023 im zentralen Bereich des Tempels durchgeführt wurde, brachte den Boden und die Reste der republikanischen Bauphase mit Putzbelägen ans Licht. Der archäologische Fundplatz wurde 2020 für die Öffentlichkeit zugänglich gemacht.

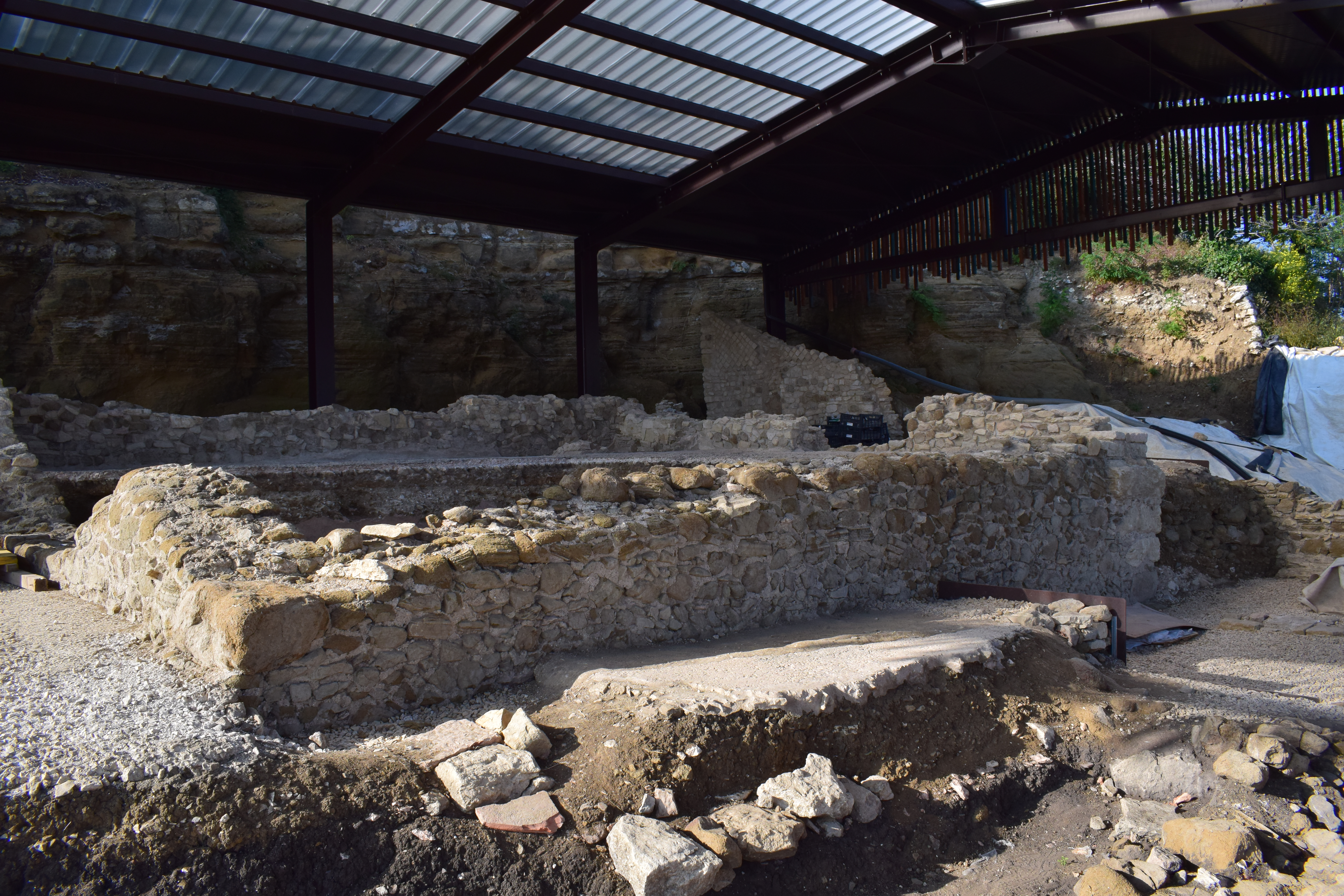
Grundmauer der inneren Cella aus der römischen Kaiserzeit
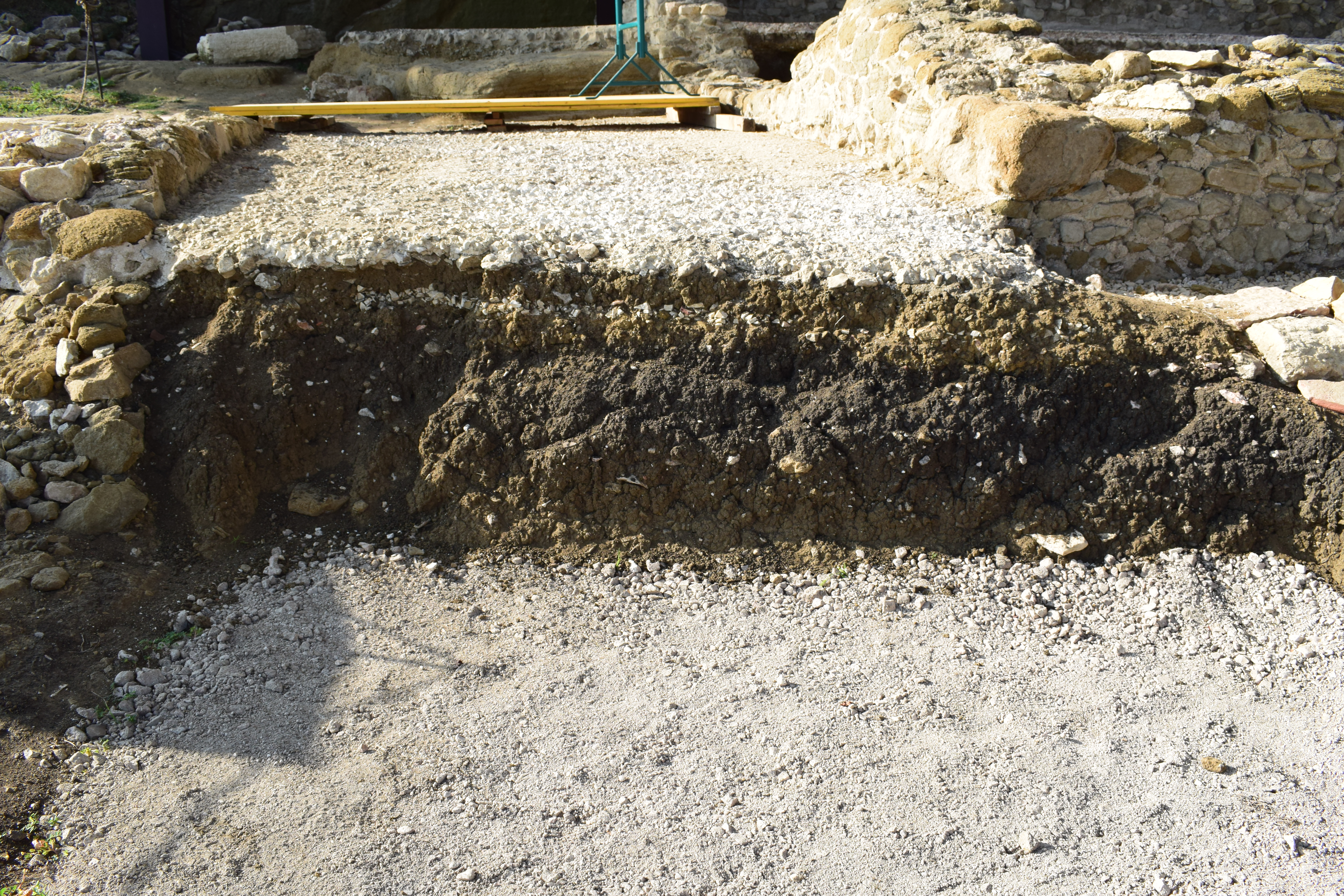
Grabungshorizont mit Resten von frühgeschichtlichen Brandspuren
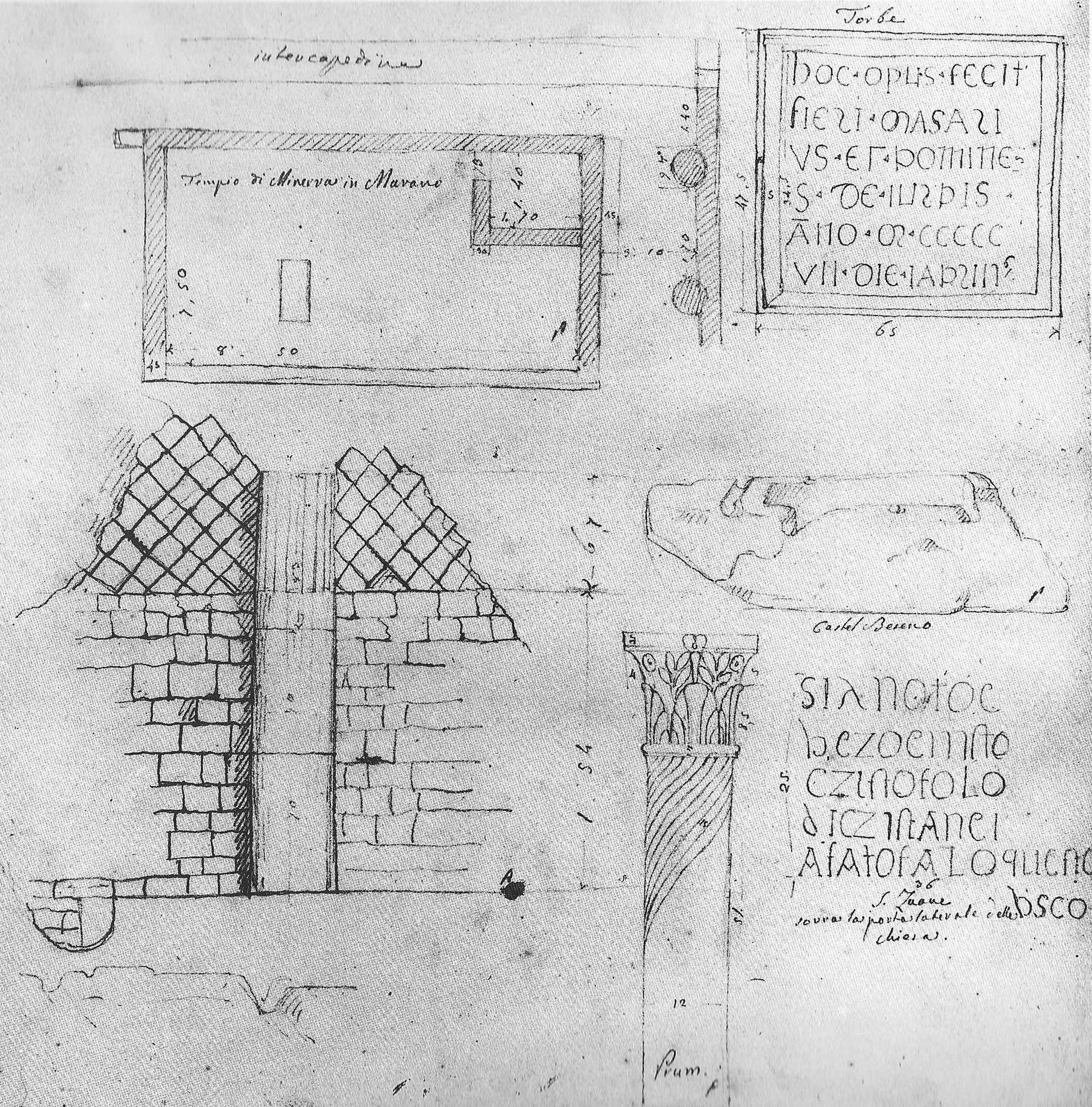
Von Giuseppe Razzetti angefertigte Zeichnungen
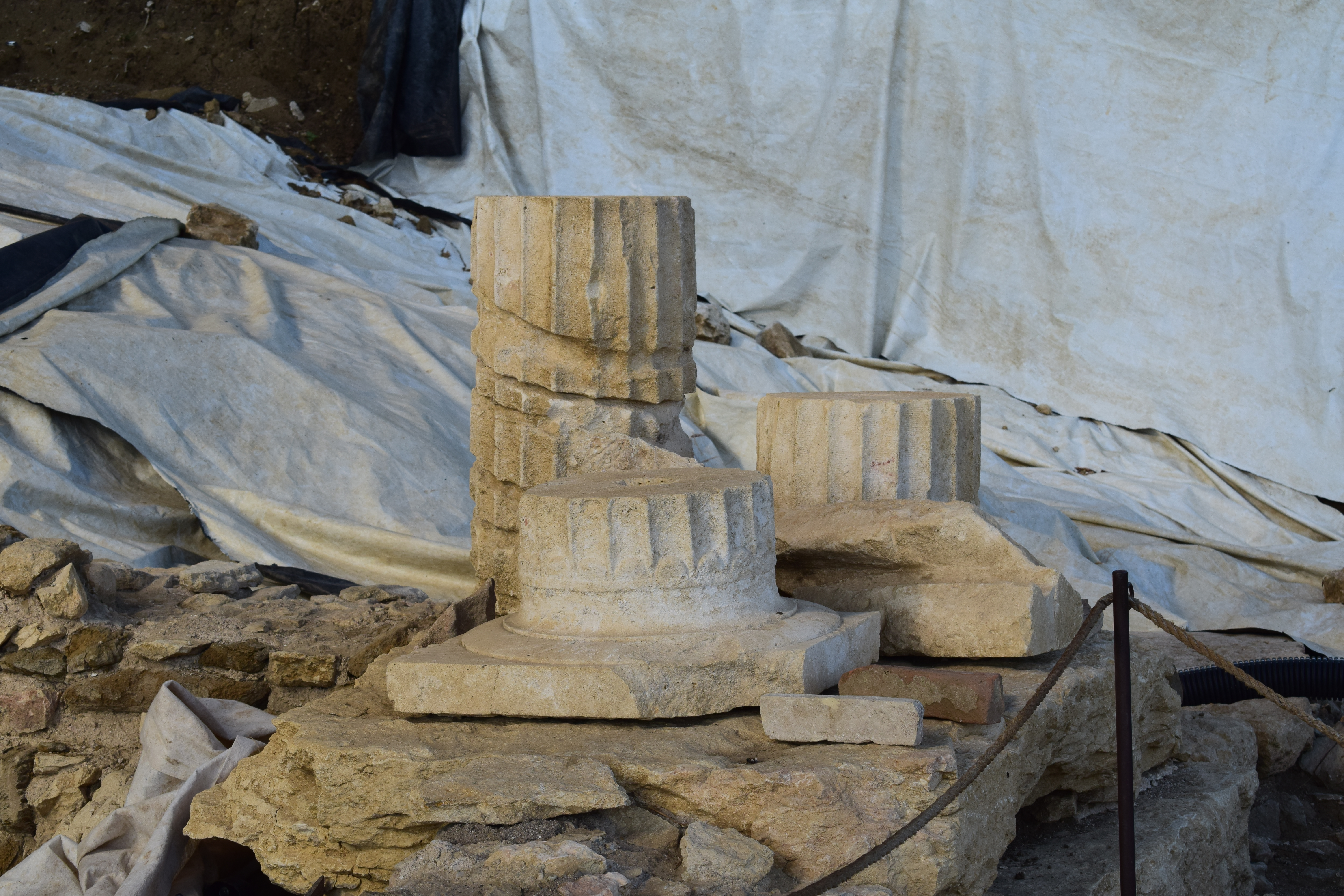
Säulenreste
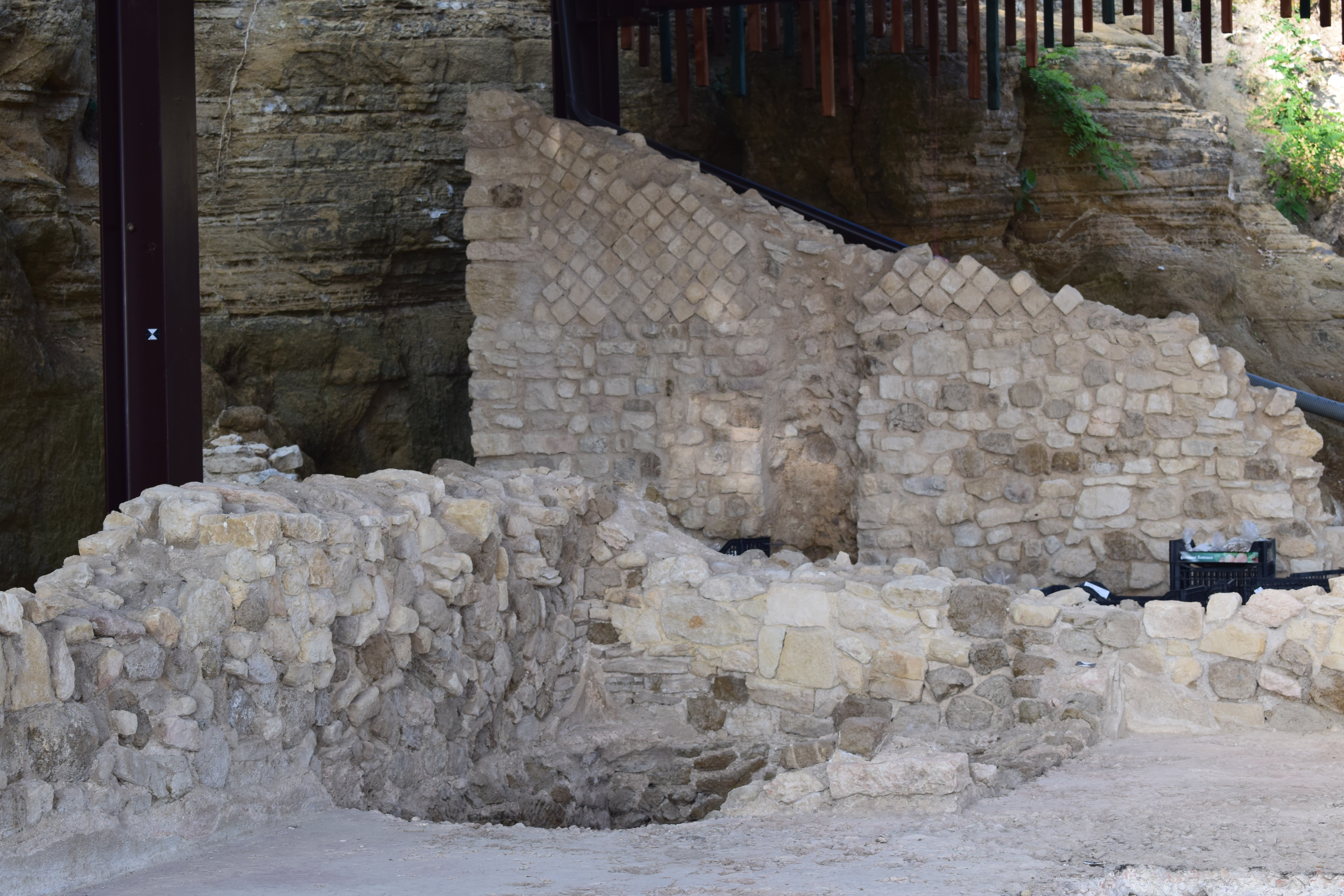
Mauerreste des nördlichen Säulenganges